# Serafima Birman
Serafima Birman (ryska: Серафима Германовна Бирман), född 10 augusti 1890 i Chișinău, då i Kejsardömet Ryssland, död 11 maj 1976 i Moskva, var en rysk skådespelare, mest känd i utlandet för sin roll som bojarinnan Jefrosinja Staritskaja i filmen Ivan den förskräcklige från 1944.

## Filmografi i urval
- 1927 – Moskva skrattar och gråter
- 1936 – Väninnor
- 1944 - Ivan den förskräcklige I
- 1957 - Don Quixote